# Prezir (film)
Prezir (francosko Le Mépris) je francosko-italijanski dramski film francoskega novega vala iz leta 1963, ki ga je režiral in zanj napisal scenarij Jean-Luc Godard, temelji pa na italijanskem romanu Il disprezzo Alberta Moravie iz leta 1954. V glavnih vlogah nastopajo Brigitte Bardot, Michel Piccoli, Jack Palance, Giorgia Moll in Fritz Lang. Zgodba prikazuje razpad zakona Paula (Piccoli) in Camille (Bardot) ob njegovem delu scenarista pri filmu o Odiseju za ameriškega producenta Jeremyja Prokoscha (Palance).
Film je bil premierno prikazan 29. oktobra 1963 v italijanskih kinematografih in 20. decembra istega leta v francoskih. Leta 2012 ga je filmska revija Sight & Sound uvrstila na 21. mesto lestvice najboljših stotih filmov vseh časov po izboru filmskih kritikov in na 44. mesto po izboru filmskih režiserjev. Leta 2018 ga je BBC uvrstil na 60. mesto lestvice stotih najboljših tujejezičnih filmov vseh časov po izboru 209-ih filmskih kritikov iz 43-ih držav.

## Vloge
- Brigitte Bardot kot Camille Javal
- Michel Piccoli kot Paul Javal
- Jack Palance kot Jeremy Prokosch
- Giorgia Moll kot Francesca Vanini
- Fritz Lang kot sam
- Raoul Coutard kot snemalec
- Jean-Luc Godard kot Langov pomočnik režije
- Linda Veras kot sirena